# Astrid (księżniczka Norwegii)
Astryda Glücksburg (nor. Astrid Maud Ingeborg; ur. 12 lutego 1932 w Oslo) – księżniczka norweska. Jest drugą córką króla Norwegii, Olafa V, oraz jego żony, Marty Bernadotte. Jej bratem jest obecnie panujący król Norwegii, Harald V.

## Życiorys
Urodziła się 12 lutego 1932 roku w Oslo jako najstarsze dziecko księcia koronnego Norwegii, Olafa Glücksburga, oraz jego żony, Marty Bernadotte. Otrzymała imiona Astryda Maud Ingeborga (nor. Astrid Maud Ingeborg). Pierwsze imię otrzymała po swojej ciotce, Astrydzie Bernadotte, natomiast dwa pozostałe – po swoich babkach: Maud (królowej Norwegii) i Ingebordze (księżniczce Danii).
Od śmierci matki w 1954, do ślubu brata w 1968, księżniczka była pierwszą damą Norwegii. W dniu 12 stycznia 1961 poślubiła rozwodnika, Johana Martina Fernera (1927–2015), z którym ma pięcioro dzieci:
- Cathrine Ferner Johansen (1962)
- Benedikte Ferner (1963)
- Alexander Ferner (1965)
- Elisabeth Ferner (1969)
- Carl-Christian Ferner (1972).

## Ordery i odznaczenia
Norweskie
- Krzyż Wielki Orderu św. Olafa
- Medal pamiątkowy 100-lecia Domu Królewskiego
- Medal jubileuszu Króla Haakona VII
- Medal 100. rocznicy urodzin Króla Haakona VII
- Medal pamiątkowy 30 stycznia 1991 z okazji pogrzebu Króla Olafa V
- Medal pamiątkowy 25. rocznicy koronacji Króla Olafa V
- Medal pamiątkowy 100. rocznicy urodzin Króla Olafa V
- Medal Jubileuszowy Haralda V 1991–2016 (2016)[2]
- Order Domu Haakona VII
- Order Domu Olafa V
- Order Domu Haralda V

Zagraniczne
- Krzyż Wielki Orderu Korony – Belgia
- Krzyż Wielki Orderu Białej Róży – Finlandia
- Krzyż Wielki Narodowego Orderu Zasługi – Francja
- Krzyż Wielki Orderu Zasługi Republiki Federalnej Niemiec – Niemcy
- Krzyż Wielki Orderu Sokoła Islandzkiego – Islandia
- Krzyż Wielki Orderu Gwiazdy Jordanii – Jordania
- Krzyż Wielki Orderu Zasługi Adolfa de Nassau – Luksemburg
- Krzyż Wielki Orański Orderu Domowego – Holandia
- Krzyż Wielki Orderu Zasługi – Portugalia
- Krzyż Wielki Orderu Izabeli Katolickiej – Hiszpania
- Krzyż Wielki Królewskiego Orderu Gwiazdy Polarnej – Szwecja
- Medal 90. rocznicy urodzin Gustawa V – Szwecja
- Medal 50. rocznicy urodzin Karola XVI Gustawa – Szwecja
- Krzyż Wielki Orderu Chula Chom Klao – Tajlandia

## Genealogia
| Prapradziadkowie                        | król Danii Chrystian IX (1818-1906) ∞1842 Luiza z Hesji-Kassel (1817-1898)     | król Szwecji Karol XV (1826-1872) ∞1851 Ludwika Orańska (1828-1871)            | Albert von Sachsen-Coburg und Gotha (1819-1861) ∞1840 królowa Wielkiej Brytanii Wiktoria Hanowerska (1819-1901) | król Danii Chrystian IX (1818-1906) ∞1842 Luiza z Hesji-Kassel (1817-1898)        | król Szwecji Oskar I (1799-1859) ∞1823 Józefina de Beauharnais (1807-1876)     | Wilhelm I Nassau (1792-1839) ∞1829 Paulina Fryderyka Wirtemberska (1810-1856)  | król Danii Chrystian IX (1818-1906) ∞1842 Luiza z Hesji-Kassel (1817-1898)     | król Szwecji Karol XV (1826-1872) ∞1851 Ludwika Orańska (1828-1871)            |
| Pradziadkowie                           | król Danii Fryderyk VIII (1843-1912) ∞1869 Luiza Bernadotte (1851-1926)        | król Danii Fryderyk VIII (1843-1912) ∞1869 Luiza Bernadotte (1851-1926)        | król Wielkiej Brytanii Edward VII (1841-1910) ∞1863 Aleksandra Duńska (1844-1925)                               | król Wielkiej Brytanii Edward VII (1841-1910) ∞1863 Aleksandra Duńska (1844-1925) | król Szwecji Oskar II (1829-1907) ∞1857 Zofia Wilhelmina Nassau (1836-1913)    | król Szwecji Oskar II (1829-1907) ∞1857 Zofia Wilhelmina Nassau (1836-1913)    | król Danii Fryderyk VIII (1843-1912) ∞1869 Luiza Bernadotte (1851-1926)        | król Danii Fryderyk VIII (1843-1912) ∞1869 Luiza Bernadotte (1851-1926)        |
| Dziadkowie                              | król Norwegii Haakon VII (1872-1957) ∞1896 Maud Koburg (1869-1938)             | król Norwegii Haakon VII (1872-1957) ∞1896 Maud Koburg (1869-1938)             | król Norwegii Haakon VII (1872-1957) ∞1896 Maud Koburg (1869-1938)                                              | król Norwegii Haakon VII (1872-1957) ∞1896 Maud Koburg (1869-1938)                | Karol Bernadotte (1861-1951) ∞1897 Ingeborga Glücksburg (1878-1958)            | Karol Bernadotte (1861-1951) ∞1897 Ingeborga Glücksburg (1878-1958)            | Karol Bernadotte (1861-1951) ∞1897 Ingeborga Glücksburg (1878-1958)            | Karol Bernadotte (1861-1951) ∞1897 Ingeborga Glücksburg (1878-1958)            |
| Rodzice                                 | król Norwegii Olaf V Glücksburg (1903-1991) ∞1929 Marta Bernadotte (1901-1954) | król Norwegii Olaf V Glücksburg (1903-1991) ∞1929 Marta Bernadotte (1901-1954) | król Norwegii Olaf V Glücksburg (1903-1991) ∞1929 Marta Bernadotte (1901-1954)                                  | król Norwegii Olaf V Glücksburg (1903-1991) ∞1929 Marta Bernadotte (1901-1954)    | król Norwegii Olaf V Glücksburg (1903-1991) ∞1929 Marta Bernadotte (1901-1954) | król Norwegii Olaf V Glücksburg (1903-1991) ∞1929 Marta Bernadotte (1901-1954) | król Norwegii Olaf V Glücksburg (1903-1991) ∞1929 Marta Bernadotte (1901-1954) | król Norwegii Olaf V Glücksburg (1903-1991) ∞1929 Marta Bernadotte (1901-1954) |
| Astryda Glücksburg (ur. 12 lutego 1932) |                                                                                |                                                                                | |                                                                                   |                                                                                |                                                                                |                                                                                |                                                                                |